# 乔治市中央商务区

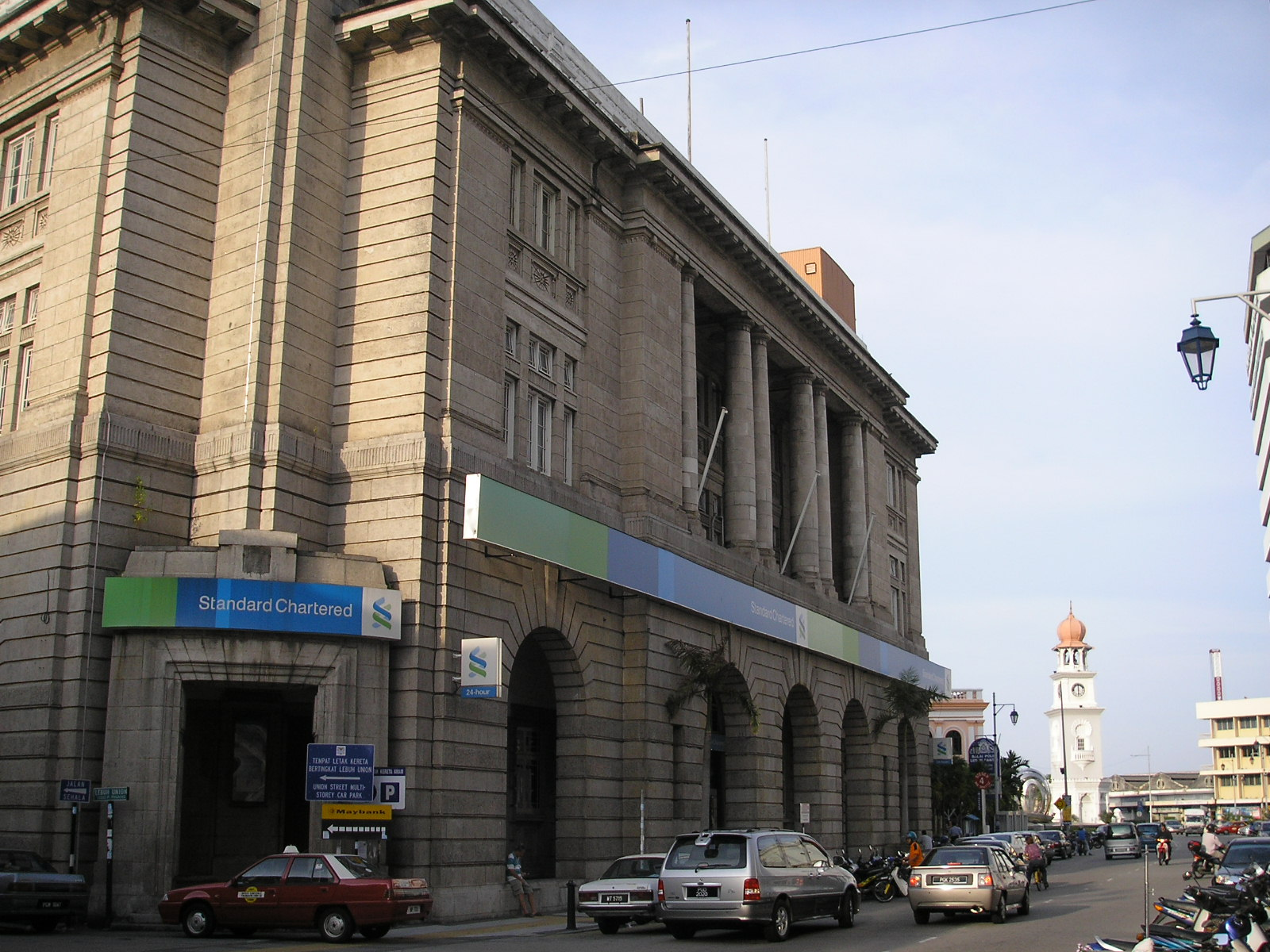
乔治市土库街的渣打银行建筑 ，可见道路尾端有维多利亚女王纪念钟楼。

乔治市中央商务区是马来西亚槟城州首府乔治市的中央商务区。本词意味着中央商务区是乔治市的金融和银行服务中心。 
传统上，土库街被认为是乔治市的中央商务区。土库街是乔治市早期兴建的街道之一，在19世纪时是许多国际银行分行林立之地。直至今日，土库街旁仍然有许多银行建筑。在土库街附近有许多政府建筑物，使本区长时间成为槟州的行政中心。

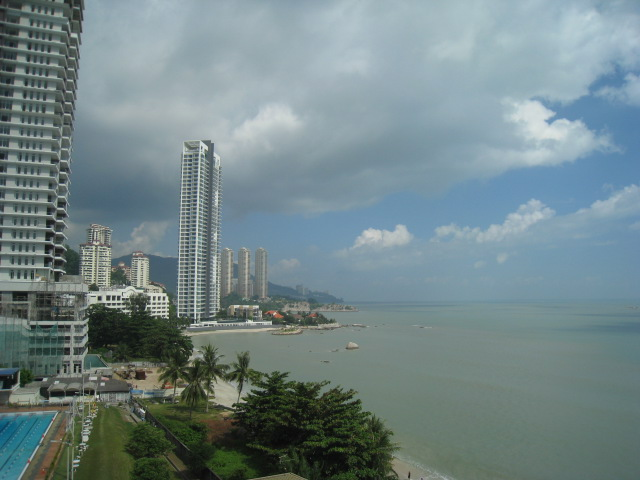
轮驱动，新的CBD的 乔治城

在乔治市于2008年正式成为联合国教育、科学及文化组织世界遗产，许多摩天大楼密集的新关仔角也被认为是乔治市的第二个中央商务区。

## 旧中央商务区：土库街

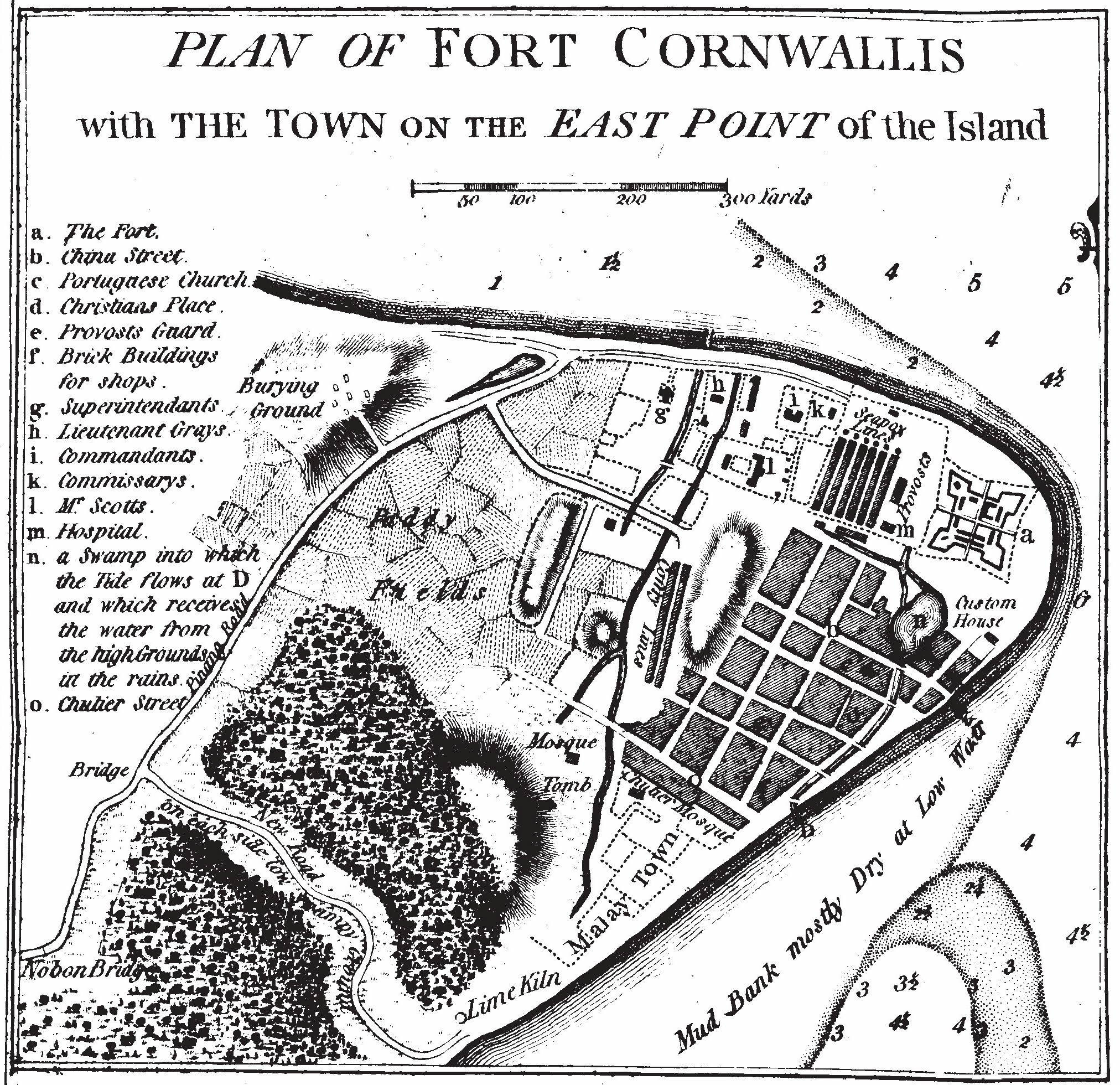
乔治市1799年的地图中的莱特街（位于康华丽堡南部）和土库街。

历史上，这个地区与1786年建立槟城的弗兰西斯•莱特船长刚探索开发的特定地区吻合。它以“土库街”和“莱特街”为中心，在槟岛创建的第一条街道。范围大约是西至椰脚街，南至Chulia街，以及位于东岸海边的的海墘。

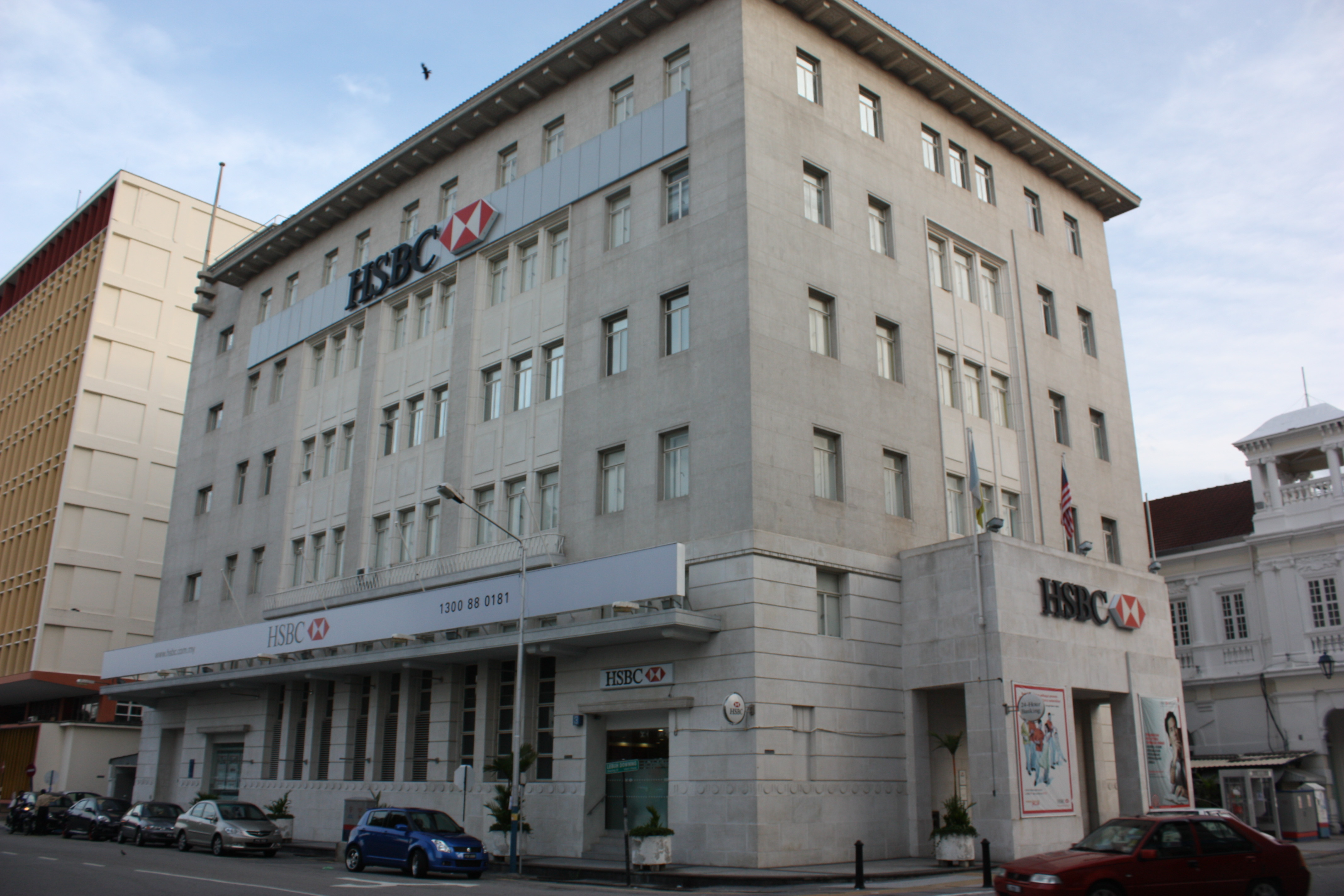
汇丰银行于乔治市土库街的分行

土库街旁设有数家国际银行的分行，如渣打银行、汇丰银行、華僑銀行、大华银行和中国银行，以及政府建筑如槟城大会堂和州议会大楼，和新加坡市中心的司法区相似。建于1903年的槟城大会堂（City Hall，也称市政府），是槟岛市政厅的总部，而槟城州立法议会大楼则是槟城州议会的集合地点。
也因许多国内外银行在这里设立分行，乔治市作为北马区的商业中心。
还有，中央商务区也担当乔治市的交通枢纽。城市通过槟城渡轮服务（快捷渡轮，Rapid Ferry）位于海墘的渡轮码头与马来西亚半岛连接，渡轮码头附近则是槟城快捷通巴士总站，是槟岛许多巴士路线的起终点站。

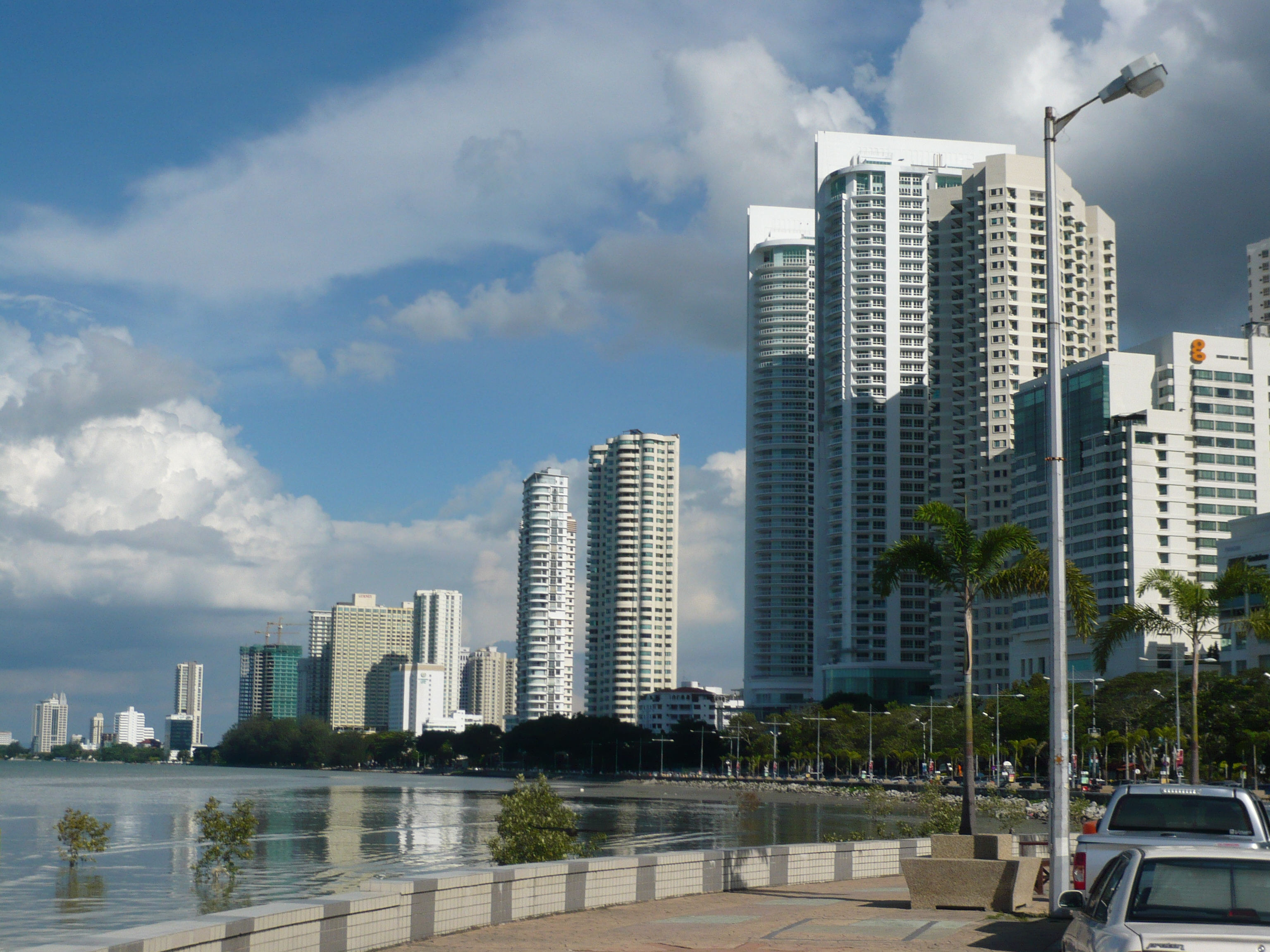
乔治市新关仔角的高楼大厦大楼

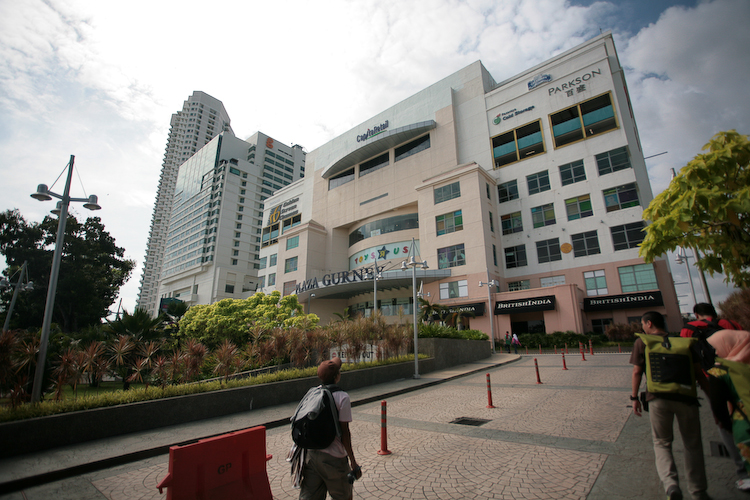
合您广场是槟城著名的购物商场。

## 新中央商务区：新关仔角
自乔治市市中心在2008年申遗成功后，教科文组织限制市内的建筑不得超过5层或18米。
这使得有计划将位于世遗区外的槟城著名海滨长廊新关仔角改成乔治市新的中央商务区。摩天大楼和高楼住宅区已如雨后春笋般不断的于近十年在新关仔角设立，同时乔治市的其中两个商场合您广场和葛尼百丽宫广场也位于道路上旁。
2016年，新关仔角旁的海岸进行填土，以建设葛尼水岸－一个新的海滨休闲公园。